# یوهی آرای
یوهی آرای (انگلیسی: Ryohei Arai؛ زادهٔ ۲۳ ژوئن ۱۹۹۱) پرتاب‌گر نیزه اهل ژاپن است.